# Дзялынский, Ян (1590—1648)
Ян Дзялынский (пол. Jan Działyński; 1590 — 11 марта 1648, Покшивно) — государственный и военный деятель Речи Посполитой, воевода хелминский (1647—1648), староста покшивницкий, пуцкий и ковалевский, дворянин королевский (1628).

## Биография
Один из ведущих политиков Королевской Пруссии первой половины XVII века, член сейм, сторонник ограничения политической власти прусских городов, защитник независимости Королевской Пруссии.
Представитель польского шляхетского рода Дзялынских герба «Огоньчик». Родился около 1590 года. Сын Станислава Дзялынского (ум. 1617) и Елены, урождённой Племенцкой. Братья — Михал Эразм, Станислав и Николай. Вместе со своими братьями Станиславом и Михалом в 1602 году он стал студентом иезуитского коллегиума в Бранево. Окончив образование, он отправился ко двору короля Сигизмунда III Вазы.
Выбрал военную карьеру, участвовал в войнах с Россией и Швеция. Он показал себя хорошим командиром. В 1620 году сейм назначил его членом военного совета, полезного гетману Ходкевичу на время войны с Турцией. Он находился в осаждённом турками-османами Хотине. В 1624 году прусские сословия потребовали за Дзялынского вознаграждение за его военные заслуги. В 1626 году ему была предоставлена рогозинская экономия.
Депутат Хелменского воеводства в Варшавском сейме 1626 года. Во время войны со Швецией в 1626—1629 годах, которую он вёл в Королевской Пруссии, он стоял во главе гусарской хоругви. В 1628 году он получил староство пуцкое после смерти Яна Вейхера. Это была форма награды за предыдущие достижения, но она была связана с обязанностью защищать побережье от высадки шведских войск. Депутат парламента 1631 и 1632 годов от Хелмненского воеводства. Он был избирателем Владислава IV Вазы от Поморского воеводства в 1632 году. В 1635 году по решению Владислава IV он был обязан помочь модернизировать королевские корабли и содержать их экипажи.
В войне с Турцией, запланированной на 1646 год, Ян Дзялынский должен был участвовать со своим армейским подразделением, но из-за широкого сопротивления королевская экспедиция не приняла участия. не состоится против Турции.
Ян Дзялынский также был влиятельным и активным политиком. В 1616 году он был членом сейма от Хелминского воеводства, принадлежал к группе наиболее активных депутатов. В 1632—1646 годах он неоднократно был маршалом Прусского генерального собрания. Воспользовавшись междуцарствием 1632 года, вместе с Павлом Дзялынским он стремился преобразовать собрание Поморского воеводства в генеральное собрание, а в случае провала этого плана — созвать каждого третьего генерала в одном из городов Поморского воеводства.
Дзялыньский отрицательно относился к Гданьску и Торуни и стремился снизить политическое значение этих городов. Во время избирательного сейма 1632 года он нападал на крупные прусские города за притеснения католиков и требовал наказания Гданьска и Торуни. Будучи маршалом генеральных собраний, он всегда оказывал давление на городских депутатов, чтобы они согласились платить больше налогов. Во время прений по морским делам на сейме 1637 года он призывал к расширению польского флота и даже согласился передать для этой цели пуцкое староство. Поддерживая морские планы Владислава IV, он также намеревался уменьшить роль Гданьска. В 1638 году он был назначен в комиссию по установлению морской таможенной пошлины. В ходе работы комиссии она вновь вступила в острый конфликт с Гданьском.
Член парламента от Хелмненского воеводства на коронационном сейме 1633 года. Член генерального собрания Пруссии на чрезвычайных сеймах 1634, 1635 и 1642 годов. Член Чрезвычайного сейма 1637 года от Ковальского сеймика. Был послом на сеймы в 1635, 1637, 1638, 1639, 1641, 1642 и 1645 годах.
Ян Дзялынский избирался не только членом сейма, но и неоднократно депутатом Радомского налогового трибунала. Он был в нём в 1627, 1629, 1633 и 1637 годах, представляя Хелмненское воеводство.
Ян Дзялынский заботился об экономическом состоянии вверенных ему староств. В Пуцке он заселил новые территории, привезя колонистов из Западной Померании. В 1619 году он добился привилегии для Олендеров, поселившихся в покшивницкой старостве, а в 1634 году — разрешения на проведение мелиоративных работ в том же старостве.
В начале 1647 года он был назначен хелмненским воеводой, а в апреле 1647 года принял сенаторскую присягу. В мае 1647 года он принял участие в заседаниях сейма. В октябре 1647 года вместе с прусскими сенаторами, представителями дворянства и посланниками крупных городов он участвовал во встрече с королём Владиславом IV в Торуни. Король подтвердил привилегии провинции, взамен уплатив в королевскую казну 100 000 польских злотых.
Он был известен своим вспыльчивым характером и часто участвовал в различных судебных делах (с семьёй Вейхер, семьёй Кроковских и даже с крестьянами пуцкого староства).
Он отличался религиозным рвением. Он защищал католиков в прусских городах. Он восстановил и оборудовал церкви в Оконине и Рогузьно, разрушенные во время шведского вторжения. Он построил семейную часовню в приходской церкви Грудзёндза. Он основал иезуитский колледж в Грудзёндзе, завещав для его нужд в 1641 году поместье Яблоново и бенедиктинский женский монастырь в Грудзёндзе.
Он женился дважды, сначала на Анне Кучборской, а в 1617 году на Юстине Кнутовне, вдове хелмненского воеводы Людвика Мортенского. У него не было потомства.
Ян Дзялынский умер в Покшивно 11 марта 1648 года. Похоронен у южной стены костела св. Николая в Грудзёндзе.